# Gabriel Chappuys
Gabriel Chappuys (Amboise, Turena, ¿1546-1550? - París, ¿1613?), hombre de letras, escritor, historiador, traductor e hispanófilo francés.

## Biografía
Era sobrino del poeta Claude Chappuys, guardián de la Biblioteca Real y camarero del rey Francisco I. Tuvo la vida de un poeta y secretario protegido por nobles a cambio de diversos trabajos culturales. Le encargaron acompañar al Cardenal de Guisa a Roma en calidad de secretario e intérprete. En 1583 está en París al servicio de Pierre Duzio y es protegido por el padre del ministro Sully. En 1585 recibe el título de cronista real de Francia. En 1596 es nombrado secretario intérprete del rey en lengua española. Muere en París alrededor de 1613.

## Obras
Tradujo al francés el Amadis de Gaula, el Jardín de flores curiosas de Antonio de Torquemada y las Cartas espirituales de Juan de Ávila, fuera de otros trabajos; desde el italiano a Giovanni Boccaccio, El Cortesano de Baltasar de Castiglione, el Orlando furioso de Ludovico Ariosto y la Historia de Italia de Guicciardini, pero también diversas obras de Giraldi Cinthio, los Dialogues philosophiques italiens-français, touchant la Vie Civile, contenant la nourriture du premier âge, l’ínstructíon de la jeunesse et de l'homne propre á se governer soi-mesme, los Ecatommiti y Les Cent Novelles; esta última traducción fue muy popular e inspiró también diversos dramas de Shakespeare (Otelo y Medida por medida). Los Comentarios sobre una canción de amor compuestos por el florentino Jerónimo Benivicini según la opinión de los platónicos y comentado a su vez por Pico della Mirandola los tradujo e introdujo en su obra Discours de l'honnête amour sur le Banquet de Platon. Escribió también una notable Histoire du royaume de Navarre (1596) y una Briefve histoire des guerres advenues en Flandre (1611). En verso escribió Heureux présage sur la bienvenue du très-chrestien roy de France et de Pologne 1584; Figures de la Bible déclarées par stances augmentées de grand nombre de figures aax actes des apostres. Lyon, 1582. Citadelle de la loyauté... Paris, 1604; L‘Estat, description et governement... París, 1585; Le Misaule et haineux du cour..., Paris, 1585 y Conseils militaires... Paris, 1586.

## Fuente
- Irene Romera Pintor, "Un traducteur oublié de la Renaissance: Gabriel Chappuys"